# Scooby-Doo (film)
Scooby-Doo – amerykański film fabularny, oparty na popularnym animowanym serialu telewizyjnym Scooby Doo. Powstał on w roku 2002 i wyreżyserował go Raja Gosnell, jego kontynuacja Scooby-Doo 2: Potwory na gigancie pojawiła się 2 lata później, a poprzednik Scooby-Doo: Strachy i patałachy pojawił się 7 lat później.

## Fabuła
Dwa lata po rozwiązaniu się Mystery Inc. (w wersji polskiej: Tajemniczej Spółki), Scooby-Doo i jego przyjaciele: Kudłaty, Velma, Daphne i Fred zostają wezwani na Wyspę Strachów, gdzie mają zbadać serię paranormalnych wydarzeń. Nikt z nich nie wie, że pozostali też tam będą. Właściciel Wyspy Strachów, Emile Mondavarious, obawia się, że jego popularny kurort rzeczywiście może być nawiedzony. Robi wszystko, co w jego mocy, by pojednać skłóconych przyjaciół i pomóc im w wyjaśnieniu tajemnicy, nim nadnaturalne zjawiska wystraszą tłumy jego gości.

## Obsada

### Bohaterowie
- Freddie Prinze Jr. – Fred Jones
- Sarah Michelle Gellar – Daphne Blake
- Matthew Lillard – Norville 'Shaggy' Rogers
- Linda Cardellini – Velma Dinkley
- Rowan Atkinson – Emile Mondavarious
- Isla Fisher – Mary Jane
- Miguel A. Núñez Jr. – Maestro Voodoo
- Steven Grives – N' Goo Tuana
- Sam Greco – Zarkos

### Głosy
- Neil Fanning – Scooby Doo
- Scott Innes – Scrappy Doo
- J.P. Manoux – Scrappy Rex
- Jess Harnell – Potwory
- Frank Welker – Potwory

## Wersja polska (wersja lektorska)
Udźwiękowienie: Master Film

Tekst: Magda Balcerek

Lektor: Maciej Gudowski